# Kap-Blessmull
Der Kap-Blessmull, Eigentlicher Blessmull oder Kap-Mullratte (Georychus capensis) ist der einzige Vertreter der Gattung der Blessmulle (Georychus). Das Verbreitungsgebiet der Tiere ist auf Südafrika begrenzt. Wie alle Sandgräber leben sie unterirdisch und graben mit Hilfe ihrer auffälligen Schneidezähne Gangsysteme in den Boden. Sie leben im Gegensatz zu den Graumullen und dem Nacktmull nicht in Kolonien, sondern sind territoriale Einzelgänger, die sich vor allem von unterirdischen Wurzeln und Knollen ernähren.

## Merkmale

### Allgemeine Merkmale
Der Kap-Blessmulls erreicht eine Kopf-Rumpf-Länge von 8,5 bis 23,1 Zentimetern bei den Männchen und 13,1 bis 18,1 Zentimetern bei den Weibchen, das Gewicht beträgt etwa 80 bis 270 Gramm. Damit handelt es sich um eine mittelgroße bis große Art innerhalb der Sandgräber. Es ist nur ein kurzer Schwanz mit einer Länge von etwa 2 Zentimetern Länge vorhanden, und die Hinterfußlänge beträgt 25 bis 30 Millimeter. Ein Sexualdimorphismus liegt nicht vor.
Der Körper ist zylindrisch mit flachem Rücken. Er oberseits rotbraun bis braun gefärbt, die Bauchseite ist deutlich heller silbrig-grau gefärbt. Das Fell ist dicht und wollig. Der Stirnbereich und der Bereich unterhalb der Augen ist dunkelbraun bis schwarz, die Ohren und die Augen sowie die rosafarbene Nase sind von weißen Flecken umrandet, die eine auffällige Gesichtszeichnung bilden und auch die Lippen umfassen. Der Kopf ist groß und stumpf mit einer hufeisenförmigen Nase. Die Zähne sind sehr markant ausgeprägt, die Ohren bestehen nur aus einer runden Öffnung ohne Ohrmuscheln. Die Augen sind klein und schwarz mit einem großen weißen Augenring. Die Gesichtsschnurrhaare sind länger als die des Rumpfes, und kurze steife Haare entspringen vom Mund, dem kurzen Schwanz und den Außenkanten der Füße. Die Gliedmaßen sind kurz und kräftig, die Füße relativ groß mit ledrigen Sohlen. Vorderpfoten und Hinterpfoten sind in der Regel weiß. Der Schwanz ist rosa mit einer fächerförmigen Reihe von groben weißen Haaren, die von ihm ausgehen.
Die Hoden der Männchen liegen im Abdominalbereich, der Penis ist von einer Hülle umschlossen. Bei den Weibchen ist die Vagina vom Anus durch einen Y-förmige Damm getrennt. Sie besitzen drei Paar Zitzen, davon zwei Paare im Brustbereich und eines in der Leistengegend.

### Schädelmerkmale
| 1 | · | 0 | · | 1 | · | 3 | = 20 |
| 1 | · | 0 | · | 1 | · | 3 | = 20 |

Der Schädel erreicht eine Länge von etwa 38 bis 51 Millimetern, die Breite beträgt etwa 25 bis 37 Millimeter im Bereich der Jochbögen und 15 bis 18 Millimeter im Bereich des Hirnschädels. Er ist dorsoventral abgeflacht, und ausgewachsene Tiere haben einen ausgeprägten Sagittal- und Nackenkämme. Der Jochbogen ist stark ausgezogen, das Infraorbitalfenster (Foramen infraorbitale) ist klein und abgerundet. Der Unterkiefer hat eine Länge von etwa 29 bis 42 Millimetern. Im Vergleich zu Bathyergus ist der Schädel weniger kräftig gebaut.
Die Tiere besitzen im Oberkiefer und im Unterkiefer pro Hälfte einen zu einem Nagezahn ausgebildeten Schneidezahn (Incisivus), dem eine Zahnlücke (Diastema) folgt. Hierauf folgen je ein Prämolar sowie drei Molaren. Insgesamt verfügen die Tiere damit über ein Gebiss aus 20 Zähnen. Die auffälligen Schneidezähne sind weiß und im Gegensatz zu denen verwandter Arten ungekerbt, die Zahnwurzeln reichen bis hinter die Pterygoidregion und sind entsprechend hinter den Mahlzähnen verwurzelt. Im Gegensatz zu anderen Sandgräbern besitzen Kap-Blessmulle auch als ausgewachsene Tiere molariforme Mahlzähne im Oberkiefer mit einer äußeren und einer inneren Falte; bei verwandten Arten sind diese als einfache, eiförmige Zähne vorhanden. Die Unterkiefer sind nicht ankylosiert, was die Trennung der Spitzen der Schneidezähne ermöglicht. Die Schneidezähne des Kap-Blessmulls wachsen kontinuierlich und werden abgenutzt, während das Tier sie zum Graben nutzt.

### Genetische Merkmale
Das Genom besteht aus einem diploiden Chromosomensatz aus 2n=54 Chromosomen (FN=104). Obwohl die Art als monotypisch betrachtet wird, also keine Unterarten unterschieden werden, deuten Unterschiede der mitochondrialen DNA und Allozym-Sequenzen auf seit längerer Zeit getrennte Populationen im Umland von Kapstadt gegenüber denen in KwaZulu-Natal oder sogar eigenständige Arten hin. Die genetischen Unterschiede der Cytochrom-b-Sequenzen zwischen den südlichen und nördlichen Populationen betragen bis 13,7 %.

### Abgrenzung zu verwandten Arten
In Größe und Gewicht ähnelt der Kap-Blessmull dem teilweise sympatrisch vorkommenden Damara-Graumull (Fukomys damarensis), unterscheidet sich von diesem jedoch deutlich durch die ausgeprägte Gesichtszeichnung. Zudem besitzt er keine Fühlhaare am Körper, wie diese beim Damara-Graumull vorkommen. Der Kap-Strandgräber (Bathyergus suillus) ist größer als der Kap-Blessmull und unterscheidet sich in der Färbung deutlich. Sein Fell ist zimtbraun, das häufig von einem dunklen Rückenband markiert ist. Die auffällige Gesichtszeichnung fehlt, und die Schneidezähne sind deutlich gekerbt. Der Afrikanische Graumull (Cryptomys hottentotus) ist im Vergleich deutlich kleiner und ebenfalls anders gefärbt. Bei diesem ist das Fell rehbraun bis grau.

## Verbreitung
Das Verbreitungsgebiet des Kap-Blessmulls ist auf das südliche Afrika beschränkt, er kommt nur in der Republik Südafrika vor: in Teilen der Provinzen Westkap und Ostkap sowie in isolierten Populationen in KwaZulu-Natal und Mpumalanga. Die Verbreitung ist auf Gebiete mit mittelfeuchten Böden und meist mit jährlichen Niederschlagsmengen über 500 Millimetern eingegrenzt; in einigen Gebieten, etwa Nieuwoudtville, Citrusdal, Moorreesburg und  Worcester, kann diese jedoch niedriger sein. Das Verbreitungsgebiet reicht nach Norden bis Nieuwoudtville in der Nordkap-Provinz und nach Osten über Port Elizabeth bis Bathurst.
Durch Fossilfunde wird angenommen, dass die Art früher eine viel größere Verbreitung hatte, die sich während des Quartärs verkleinerte. Die Populationen in den Provinzen Mpumalanga und KwaZulu-Natal könnten daher geografische Relikte sein. Im südlichen KwaZulu-Natal entlang der Grenze zu Lesotho und im zentralen Mpumalanga gibt es mehrere weitere isolierte Subpopulationen der Art. Insgesamt ist die Verbreitung des Kap-Blessmulls auf einzelne lokale Regionen beschränkt, und über das Gesamtverbreitungsgebiet verteilt ist er eher selten anzutreffen. Regional kann er allerdings Populationszahlen von mehr als 30 Individuen pro Hektar erreichen, vor allem in der Region um Kapstadt.

## Lebensweise

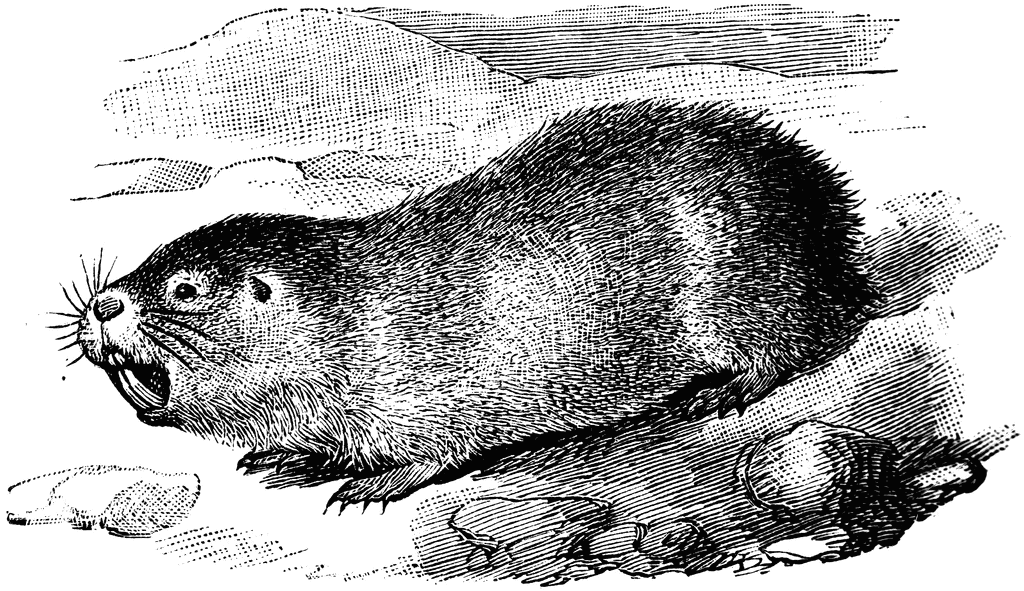
Darstellung des Kap-Blessmulls von 1911

Der Kap-Blessmull ist ein vor allem unterirdisch lebendes und Gänge grabendes Nagetier, das selten auch außerhalb der Baue an der Oberfläche anzutreffen ist. Die Lebensräume des Kap-Blessmulls sind semiaride Zonen in Südafrika mit bevorzugt lockerem und sandigem bis lehmigem Boden und Niederschlagsmengen von mindestens 500 Millimetern pro Jahr. Es wird angenommen, dass es sich ursprünglich um einen Habitat-Spezialisten handelt, der Gebiete mit lockerer Steppenvegetation in unmittelbarer Nähe von Flüssen benötigt und vor allem im südafrikanischen Fynbos vorkommt. Er wird heute jedoch häufig in vom Menschen veränderten und bewässerten Umgebungen wie Golfplätzen, Gärten oder auch auf dem Hauptcampus der Universität Kapstadt nachgewiesen.
Die Tiere leben im Gegensatz zu den Graumullen und dem Nacktmull nicht in Kolonien mit mehreren Tieren, sondern sind territoriale Einzelgänger, die sich vor allem von unterirdischen Wurzeln und Knollen ernähren. Sie legen ihre Baue dicht unter der Erdoberfläche an. Die Gangsysteme sind 50 bis 130 Meter lang und haben ein leicht hypoxisches (sauerstoffarmes) Mikroklima mit 20,4 % Sauerstoff, 1,2 bis 12 % Kohlendioxid und einer Feuchte von etwa 95 %. Die Tiere selbst sind homöothermisch mit einer gleichmäßig auf 36° Celsius regulierten Körpertemperatur bei einer Umgebungstemperatur von nur 12 bis 32° Celsius im Gangsystem.
Der Kap-Blessmull ist außerhalb der Paarungszeit ein territorialer Einzelgänger, der die Grenzen seines Reviers aggressiv gegen Artgenossen verteidigt. Die Kommunikation mit anderen Tieren der gleichen Art erfolgt durch Trommeln der Hinterbeine.

### Grabtätigkeit
Die Schneidezähne werden beim Graben im harten Boden abgenutzt und dadurch geschärft, dabei wachsen sie kontinuierlich nach. Wenn die Kiefer während des Grabens vollständig geöffnet sind, drücken steife orale Borsten Bodenpartikel zur Seite und verhindern, dass diese in den Rachen gelangen. Zwei Hautlappen hinter den Schneidezähnen verhindern das Eindringen von Erde in die Speise- und Luftröhre und damit das Ersticken. Die Krallen der Vorderpfoten lockern den Boden und schaufeln ihn rückwärts unter das Tier, um dann von den Hinterpfoten eingesammelt zu werden. Die Sohlen der Hinterfüße sind ledrig und weich mit einem Rand aus steifen Haaren an den Außenkanten. Sobald sich ein Haufen hinter einem Tier angesammelt hat, schiebt er diesen mit seinem kleinen Schwanz und dessen Fächer aus steifen Haaren rückwärts den Tunnel hinunter.

### Ernährung und Wasseraufnahme
Der Kap-Blessmull ist, wie alle Sandgräber, pflanzenfressend  (herbivor) und seine Nahrung besteht vor allem aus unterirdischen Pflanzenteilen von Geophyten wie Wurzeln, Zwiebeln und Knollen, nur etwa 6 % der Nahrung sind oberirdisch wachsende Pflanzenteile. Zu den Pflanzen, die das Nahrungsspektrum darstellen, gehören vor allem Arten der Hyacinthaceae (Albuca, Lachenalia und Ornithogalum), der Iridaceae (Homeria, Micranthus und Romulea) und der Oxalidaceae (Oxalis). Darunter befinden sich auch Arten mit für Nutztiere und andere Herbivoren giftigen Inhaltsstoffen wie Herzglykosiden, die der Kap-Blessmull ohne Probleme aufnehmen kann. Die Tiere suchen ihre Nahrung grabend im Boden, wo sie Futtertunnel mit einem Durchmesser von 7 bis 8 Zentimetern ausheben. In eigens angelegten Vorratsräumen sammeln die Tiere zudem selektiv größere Pflanzenteile verschiedener Arten, wobei die Lager mehr als 5.000 Einzelteile beinhalten können. Die eingelagerten Pflanzen werden vor allem gefressen, wenn die Weibchen Jungtiere haben oder die Nahrungssuche aufgrund ungünstiger Umstände und Trockenheiten mit harten Böden schwierig ist.
Wasser nehmen die Tiere nicht zu sich, sämtliche benötigte Flüssigkeit beziehen sie über ihre Nahrung. Geophyten haben einen hohen Feuchtigkeitsgehalt von 70 bis 80 %. Sie besitzen in der Regel eine faserige Außenhülle, die beim Fressen entfernt werden muss. Dies geschieht, indem die Tiere die Pflanzenteile zwischen den Vorderfüßen festhalten und mit den Füßen und Zähnen die Schichten der Schale zur Spitze hin abschälen. Die Verdauung der Zellulose findet vor allem im Blind- und Enddarm statt, wo der Darm von zelluloseverdauenden Endosymbionten wie Bakterien, Protozoen und Pilzen besiedelt ist (Caecotrophie). Die so anverdauten Kotpillen werden von den Tieren ausgeschieden und durch Koprophagie wieder aufgenommen, um die Nährstoffe und Aminosäuren zu nutzen.

### Fortpflanzung und Entwicklung
Die Paarungs- und Fortpflanzungszeit der Tiere ist saisonal und liegt im August bis Dezember.  Während die Tiere außerhalb der Paarungszeit ihre Reviere aggressiv gegen Artgenossen verteidigen, ändert sich zur Paarungszeit das Kommunikationsverhalten. Zu Beginn der Paarungszeit trommeln Männchen und Weibchen mit den Hinterbeinen in unterschiedlichen Frequenzen und signalisieren so ihre Paarungsbereitschaft. Bei den Männchen steigt der Testosteronspiegel im Blut, und die Hoden sowie die akzessorischen Geschlechtsdrüsen schwellen an. Das Trommeln durch die Männchen wird extrem schnell, jeder Trommelimpuls dauert dabei etwa 2 Minuten mit einer einzelnen Schlaglänge von 0,035 Sekunden. Das Trommeln ist über dem Boden bis zu 10 Meter von der Quelle entfernt zu hören. Die Weibchen trommeln nicht so schnell mit einer Schlaglänge von etwa 0,05 Sekunden. Die Balz wird in der Regel vom Männchen initiiert, und die Paarung ist kurz. Sie besteht aus mehreren kurzen Kopulationen von je zwei oder drei Stößen pro Sekunde, die durch kurze Zeiträume unterbrochen werden, in denen die Tiere sich und vor allem ihre Genitalien groomen und reinigen.
Die Weibchen gebären nach einer Tragzeit von 44 bis 48 Tagen einen Wurf von drei bis zehn Jungtieren, die durchschnittliche Wurfgröße beträgt sechs Jungtiere. Die Tiere werden vor allem im südafrikanischen Frühling und Sommer zwischen August und Dezember geboren, wobei ein einzelnes Weibchen maximal zwei Würfe pro Saison produziert. Die Weibchen nehmen während der Tragzeit bis zu etwa 40 % an Körpergewicht zu. Das Geschlechterverhältnis der Jungtiere beim Vergleich Männchen zu Weibchen beträgt etwa 2:1. Die Neugeborenen sind 3 bis 4 Zentimeter lang und wiegen 5 bis 12 Gramm. Sie sind bei der Geburt nackt und blind, nach 7 Tagen entwickelt sich das Fell und zeigt bereits die arttypische Fellzeichnung. Am neunten Tag öffnen sie die Augen, und ab dem 17. Tag nehmen sie neben der Muttermilch erste feste Nahrung zu sich. Nach etwa vier Wochen werden die Jungtiere von der Mutter entwöhnt, etwa nach 35 Tagen entwickeln die Tiere ihr Territorialverhalten, und ab dem 50. Tag verlassen sie den mütterlichen Bau und verstreuen sich ober- oder unterirdisch in die Umgebung.

## Systematik
Der Kap-Blessmull wird als eigenständige und einzige Art der Gattung der Blessmulle (Georychus) zugeordnet. Die wissenschaftliche Erstbeschreibung stammt von Peter Simon Pallas, der ihn 1778 in seinem Werk „Novae species Quadrupedum e Glirium ordine, cum illustrationibus varies complurium ex hoc ordine Animalium“ als Mus capensis vom Kap der guten Hoffnung in Südafrika beschrieb und den Mäusen zuordnete. 1811 beschrieb Johann Karl Wilhelm Illiger die Gattung Georychus und ordnete den Kap-Blessmull gemeinsam mit dem ebenfalls von Pallas beschriebenen Nördlichen Mull-Lemming (Mus talpinus, heute Ellobius talpinus) in diese ein. 1832 beschrieb Johannes Smuts die Art in der Gattung Bathyergus, heute gilt sie jedoch wieder als einzige Art der Gattung Georychus.
Innerhalb der Art werden aktuell keine Unterarten unterschieden. Auf der Basis von Unterschieden molekularbiologischer Merkmale wird allerdings diskutiert, ob die Populationen in KwaZulu-Natal und in Westkap eigenständige Arten darstellen.
Der wissenschaftliche Name der Gattung Georychus bedeutet Erdbeweger und leitet sich von der unterirdisch grabenden Lebensweise ab. Der Artname capensis deutet auf die Typuslokalität am Kap der guten Hoffnung hin.

## Gefährdung und Schutz
Der Kap-Blessmull wird von der International Union for Conservation of Nature and Natural Resources (IUCN) als „nicht gefährdet“ (Least Concern, LC) eingestuft, und die Bestände werden als stabil eingeschätzt. Begründet wird dies durch das regelmäßige Vorkommen mit stabiler Population; bestandsgefährdende Risiken sind nicht bekannt. In der Region um Kapstadt kommt die Art regional mit Bestandsdichten von mehr als 30 Individuen pro Quadratkilometer vor. In den montanen Lebensräumen in KwaZulu-Natal und Mpumalanga wurden natürlich fragmentierte Subpopulationen identifiziert; möglicherweise gibt es weitere Zwischenpopulationen, die bislang nicht entdeckt wurden.
Der Kap-Blessmull wird teilweise als Landwirtschafts- und Gartenschädling eingestuft. Die Art kommt in mehreren südafrikanischen Naturschutzgebieten vor und ist dadurch geschützt. So lebt sie in der Westkap-Provinz im West-Coast-Nationalpark an der Saldanha Bay und in KwaZulu-Natal in den Schutzgebieten Kamiesberg und Mgeni Vlei.

## Belege
1. 1 2 3 4 5 6 7 8  R.L. Honeycutt: „Cape Mole-Rat Georychus capensis“ In: Don E. Wilson, T.E. Lacher, Jr., Russell A. Mittermeier (Herausgeber): Handbook of the Mammals of the World: Lagomorphs and Rodents 1. (HMW, Band 6), Lynx Edicions, Barcelona 2016; S. 367–368. ISBN 978-84-941892-3-4.
2. 1 2 3 4 5 6 7 8 9 10 11 12 13 14 15 16  Nigel C. Bennett,  Sarita Maree,  Chris G. Faulkes: Georychus capensis. Mammalian Species 799, 9 August 2006; S. 1–4 doi:10.1644/799.1
3. 1 2 3  Nigel C. Bennett: Genus Geomys - Cape Mole-Rat In: Jonathan Kingdon, David Happold, Michael Hoffmann, Thomas Butynski, Meredith Happold und Jan Kalina (Hrsg.): Mammals of Africa Volume III. Rodents, Hares and Rabbits. Bloomsbury, London 2013, S. 662; ISBN 978-1-4081-2253-2.
4. 1 2  Colleen M. Ingram, Hynek Burda, Rodney L. Honeycutt: Molecular phylogenetics and taxonomy of the African mole-rats, genus Cryptomys and the new genus Coetomys Gray, 1864. Molecular Phylogenetics and Evolution 31 (3), 2004; S. 997–1014. doi:10.1016/j.ympev.2003.11.004
5. 1 2 3 4 5  Nigel C. Bennett: Geomys capensis - Cape Mole-Rat (Blesmol) In: Jonathan Kingdon, David Happold, Michael Hoffmann, Thomas Butynski, Meredith Happold und Jan Kalina (Hrsg.): Mammals of Africa Volume III. Rodents, Hares and Rabbits. Bloomsbury, London 2013, S. 663–664; ISBN 978-1-4081-2253-2.
6. 1 2 3 4 5  Georychus capensis in der Roten Liste gefährdeter Arten der IUCN 2019. Eingestellt von: S. Maree, J. Visser, N.C. Bennett, J. Jarvis, 2008. Abgerufen am 23. September 2019.
7. ↑  J.H. Visser, N.C. Bennett, B. Jansen van Vuurena: Distributional range, ecology, and mating system of the Cape mole-rat (Georychus capensis) family Bathyergidae. Canadian Journal of Zoology 95(10), 2017: S. 713–726. doi:10.1139/cjz-2017-0016.
8. ↑  Peter Simon Pallas: Novae species quadrupedum e glirium ordine, cum illustrationibus varies complurium ex hoc ordine animalium. W. Walther, Erlangen 1778; S. 172–174. (Google Books)
9. ↑  Johann Karl Wilhelm Illiger: Prodromus systematis mammalium et avium additis terminis zoographicis utriusque classis, eorumque versione germanica. Berolini [Berlin]: sumptibus C. Salfeld, 1811; S. 81. (Digitalisat)
10. ↑  Georychus capensis. In: Don E. Wilson, DeeAnn M. Reeder (Hrsg.): Mammal Species of the World. A taxonomic and geographic Reference. 2 Bände. 3. Auflage. Johns Hopkins University Press, Baltimore MD 2005, ISBN 0-8018-8221-4.